# Shrivardhan
Shrivardhan (o Srivardhan, Shriwardham) è una città dell'India di 15.187 abitanti, situata nel distretto di Raigad, nello stato federato del Maharashtra. In base al numero di abitanti la città rientra nella classe IV (da 10.000 a 19.999 persone).

## Geografia fisica
La città è situata a 18° 1' 60 N e 73° 1' 0 E al livello del mare.

## Società

### Evoluzione demografica
Al censimento del 2001 la popolazione di Shrivardhan assommava a 15.187 persone, delle quali 7.405 maschi e 7.782 femmine. I bambini di età inferiore o uguale ai sei anni assommavano a 1.775, dei quali 886 maschi e 889 femmine. Infine, coloro che erano in grado di saper almeno leggere e scrivere erano 11.224, dei quali 5.956 maschi e 5.268 femmine.